# Droga wojewódzka 763
Die Droga wojewódzka 763 (DW 763) ist eine elf Kilometer lange Droga wojewódzka (Woiwodschaftsstraße) in der polnischen Woiwodschaft Heiligkreuz, die Chęciny mit Morawica verbindet. Die Strecke liegt im Powiat Kielecki.

## Streckenverlauf
Woiwodschaft Heiligkreuz, Powiat Kielecki
-  Chęciny (S 7, DK 7, DW 762)
- Radkowice
- Brzeziny
-  Morawica (DK 63, DW 766)